# Bernardino Spada
Bernardino Spada, född 21 april 1594 i Brisighella, Ravenna, död 10 november 1661 i Rom, var en italiensk kardinal och ärkebiskop.

## Biografi
Bernardino Spada var son till markisen Paolo Spada och Daria Albicini. Spada avlade i Rom doktorsexamina i litteraturvetenskap och rättsvetenskap.
Spada utnämndes till titulärärkebiskop av Tamiathis och biskopsvigdes i kyrkan San Luigi dei Francesi den 8 december 1623.
År 1626 utsåg påve Urban VIII Spada till kardinalpräst med Santo Stefano al Monte Celio som titelkyrka. Spada var camerlengo mellan den 13 januari 1638 och den 10 januari 1639. Han avslutade sitt kardinalskap som kardinalbiskop av Palestrina.
År 1632 förvärvade kardinal Spada Palazzo Capodiferro, vilket då fick namnet Palazzo Spada. Han uppdrog åt Francesco Borromini att uppföra en trompe l'œil-kolonnad i palatset.
Kardinal Spada begravdes först i Cappella Spada i San Girolamo della Carità i Rom. Hans gravmonument utfördes av Ercole Ferrata. Senare överfördes kardinalens kvarlevor till Cappella di San Carlo Borromeo i Santa Maria in Vallicella.